# Ralf Husmann

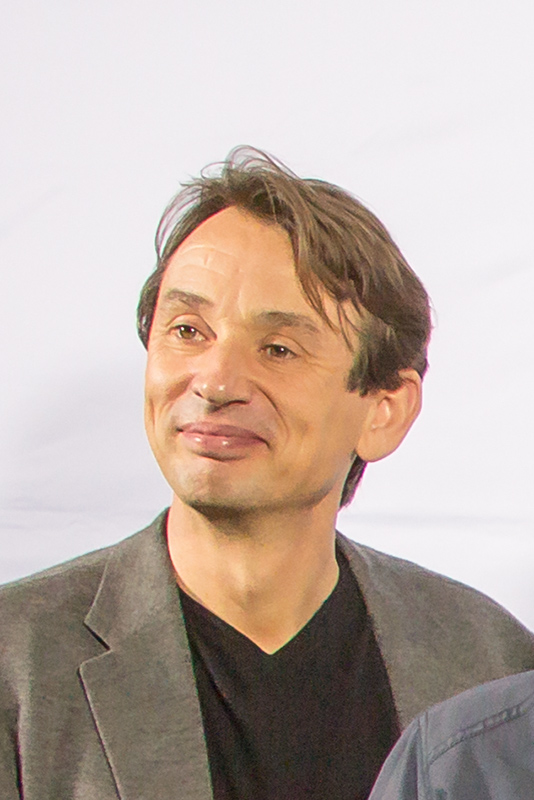
Ralf Husmann (2015)

Ralf Husmann (* 24. September 1964 in Dortmund) ist ein deutscher Drehbuchautor, Produzent und Autor.

## Werdegang
In den 1980er Jahren stand Husmann im Kabarett-Duo Burghardt & Husmann mit seinem Partner Hubert Burghardt viele Jahre auf der Bühne. Seit 1995 arbeitet er fest für die Produktionsfirma Brainpool, wo er als Headwriter und Produzent für verschiedene Comedy- und Showproduktionen verantwortlich ist. Dort schrieb er unter anderem für die Harald Schmidt Show (bis 1998), die Comedy-Serie Anke (2000/01), Berlin, Berlin, Alles Pocher… oder was? und Rent a Pocher (2002 und 2003). Zudem arbeitete er als Autor für die Sendungen RTL Samstag Nacht, Schreinemakers Live und stern TV sowie hauptverantwortlich für die Serie Dr. Psycho. Husmann ist außerdem Autor einer Männerkolumne im Playboy.
Hohen Bekanntheitsgrad erlangte er seit 2004 als Autor der Fernsehserie Stromberg. Neben seiner Arbeit hinter der Kamera ist er dort auch in der Nebenrolle Mitarbeiter Hans Schmelzer zu sehen.
Husmanns Stromberg war eine zunächst unlizenzierte Adaption der britischen Fernsehserie The Office (2001–2003). Ein Online-Q&A mit dem Co-Autor und Hauptdarsteller der britischen Erfolgsserie, Ricky Gervais, deutet darauf hin, dass Stromberg kein autorisiertes Spin-off des britischen Originals ist (im Gegensatz zu The Office in den USA, oder Le Bureau in Frankreich). Gervais fügt hinzu, dass um das unzulässige Plagiat eine außergerichtliche Einigung mit Husmann und der Produktionsfirma Brainpool getroffen wurde. Das Abkommen beinhalte die Nennung der Autoren von The Office im Abspann von Stromberg (von der 2. Staffel an) und umfasse ebenso finanzielle Abfindungen für Ricky Gervais und seinen Co-Autor Stephen Merchant. Husmann hat weder die Vorwürfe noch die Einigung öffentlich kommentiert und hat in Interviews bis dato weder The Office noch Gervais oder Merchant im Zusammenhang mit der Entstehung von Stromberg erwähnt. Die von ihm dargestellte Figur Hans trägt bei ihrem Auftritt in der Folge Badminton in der zweiten Staffel aber ein BBC-T-Shirt und erwähnt am Ende des Kinofilms, Stromberg sei für ihn eine typisch deutsche Person, die in einem anderen Land, wie beispielsweise England, gar nicht denkbar wäre.
Im Mai 2008 brachte er den Roman Nicht mein Tag heraus. Zudem hat er für den Stromberg-Darsteller Bjarne Mädel eine Fernsehserie mit dem Titel Der kleine Mann geschrieben, die ab März 2009 auf ProSieben ausgestrahlt wurde.
Im September 2010 veröffentlichte Husmann sein zweites Buch Vorsicht vor Leuten. Dessen Verfilmung als Hochstapler-Komödie für die ARD lief Anfang 2015 ebendort im Abendprogramm.
Anfang 2014 kamen zwei Filme in die deutschen Kinos, die auf Husmanns Büchern basieren: die Romanverfilmung von Nicht mein Tag und Stromberg – Der Film. Außerdem erschien sein neues Buch Arbeit macht Arbeit, darum heißt sie ja so ... Stromberg – Die goldenen Job-Regeln. Das ultimative Büro-Buch!. Es erschien auch als Hörbuch, eingelesen von dem Darsteller der Titelfigur, Christoph Maria Herbst.
Im März 2016 strahlte Das Erste die Tatort-Folge Auf einen Schlag aus, für die Husmann das Drehbuch verfasst hat. Im Interview hob er hervor, dass er Krimi mit Komödie zu kombinieren anstrebe, so dass „ironische und lustige Elemente drin sind – vielleicht ein bisschen anders als im klassischen Tatort“.
Husmann lebte bis 2016 in Köln und zog dann nach Berlin.

## Filmografie
- 1999–2001: Anke – Die Comedyserie (Fernsehserie, 24 Folgen)
- 2001: Der Doc – Schönheit ist machbar (Fernsehserie, 9 Folgen)
- 2004–2012: Stromberg (Fernsehserie, 46 Folgen)
- 2007–2008: Dr. Psycho – Die Bösen, die Bullen, meine Frau und ich (Fernsehserie, 14 Folgen)
- 2009: Der kleine Mann (Fernsehserie, 8 Folgen)
- 2014: Nicht mein Tag
- 2014: Stromberg – Der Film
- 2015: Vorsicht vor Leuten
- 2016: Tatort: Auf einen Schlag
- 2016: Tatort: Der König der Gosse
- 2017: Tatort: Auge um Auge
- 2017–2019: Lammerts Leichen (Webserie, 12 Folgen)
- 2019–2021: Merz gegen Merz (Fernsehserie)
- seit 2019: Frau Jordan stellt gleich (Fernsehserie)
- 2019–2021: Check Check (Fernsehserie)
- 2019: Der König von Köln (Fernsehfilm)
- 2021: Mirella Schulze rettet die Welt (Fernsehserie)
- 2023: Merz gegen Merz: Hochzeiten (Fernsehfilm)
- 2024: Alles gelogen (Fernsehfilm)
- 2024: Merz gegen Merz: Geheimnisse (Fernsehfilm)
- 2025: Die Bachmanns (Fernsehfilm)
- 2025: Ein ganz großes Ding (Fernsehfilm)

## Werke
- Nicht mein Tag. Scherz Verlag, Frankfurt am Main 2008, ISBN 978-3-502-11038-5.
- Susanne Halbleib (Hrsg.): Annähernd rund gelutscht. In Trockensümpfe: Lauter befriedigende Geschichten. Fischer Taschenbuch Verlag, Frankfurt am Main 2008, ISBN 978-3-596-18427-9.
- Vorsicht vor Leuten. Scherz Verlag, Frankfurt am Main 2010, ISBN 978-3-502-11064-4.
- mit Sonja Schönemann: Die Kiste der Beziehung: Wenn Paare auspacken. Scherz Verlag, Frankfurt am Main 2012, ISBN 978-3-651-00031-5.
- Arbeit macht Arbeit, darum heißt sie ja so… Stromberg; Die goldenen Job-Regeln; Das ultimative Büro-Buch!. Ficher Taschenbuch Verlag, Frankfurt am Main 2014, ISBN 978-3-596-19854-2.

## Auszeichnungen
- 2001: Nominierung beim Deutschen Comedypreis für Anke
- 2004: Nominierung Deutscher Fernsehpreis für Rent a Pocher
- 2005: Nominierung Deutscher Fernsehpreis für Rent a Pocher
- 2006: Adolf-Grimme-Preis für Stromberg
- 2006: Dreifach-Platin von Sony Music für über 150.000 verkaufte DVD-Ausgaben der ersten beiden Stromberg-Staffeln
- 2007: Deutscher Fernsehpreis in der Kategorie „Bestes Buch“ für Stromberg und Dr. Psycho
- 2008: Adolf-Grimme-Preis für Dr. Psycho
- 2009: Doppel-Platin von Sony Music für die DVD-Ausgabe der dritten Stromberg-Staffel
- 2016: Bayerischer Fernsehpreis mit Peter Güde als Autoren des Films Vorsicht vor Leuten (WDR/ARD)